# エゾノタチツボスミレ
エゾノタチツボスミレ（蝦夷の立坪菫、学名：Viola acuminata Ledeb.）は、スミレ科スミレ属に分類される多年草の1種。別名、イヌスミレ。

## 特徴
有茎の種。地下茎は肥厚して木化し、横に走る。茎は直立し、高さ20-40 cm。ふつう数本が叢生し、分枝する。根出葉は花時には枯れていることが多い。茎につく葉の葉身は腎円形、心形から狭心形になり、長さ1-5.5cm、先は鋭頭から鋭尖頭、基部は心形から浅心形、縁には波状の鋸歯がある。両面ともに鮮緑色で、無毛または微毛がある。葉柄は長さ1.5-6cmになる。托葉は披針形から楕円形で、大きく、長さ1.5-2.5cmになり、くしの歯状に深く切れ込む。
花期は4月下旬-6月。葉腋から長さ5-10cmになる花柄をだし、白色または淡紫色の直径1.5-2 cmの花をつける。花弁は長さ8-13mmになり、上弁は強く反り返り、側弁の基部には毛が多い。萼片は緑色で、狭披針形になり、先は鋭くとがり、附属体はやや大きく、毛があるものが多い。距は短く、長さは2-3mmになり、裏側に中心にはりあわせたような筋がある。
花柱は筒型で、花柱の上部は先に向かって次第に太くなり、花柱の先端から柱頭の背部にかけて突起毛がある。この突起毛をもつ種は日本産のスミレ属では本種とアイヌタチツボスミレだけであり、他種との区別点となる。

## 分布と生育環境
中国東北部、朝鮮半島、ウスリー、サハリン、南千島から日本にかけての温帯に広く分布する。
日本では、北海道と本州（岡山県以北）に分布する。滋賀県の伊吹山が南西限とみられていたが、岡山県の黒岩高原でも発見された。やや寒冷な場所に多く、北海道ではほぼ全域に分布し、本州を南下するにつれて内陸部の高地に限られてくる。
山地の落葉広葉樹林の明るい林床や草地に生育する。

## 名前の由来
和名エゾノタチツボスミレは「蝦夷の立坪菫」の意で、北海道に多いことに由来する。
種小名（種形容語）acuminata は「鋭尖の」「先が次第に尖る」の意味。

## ギャラリー

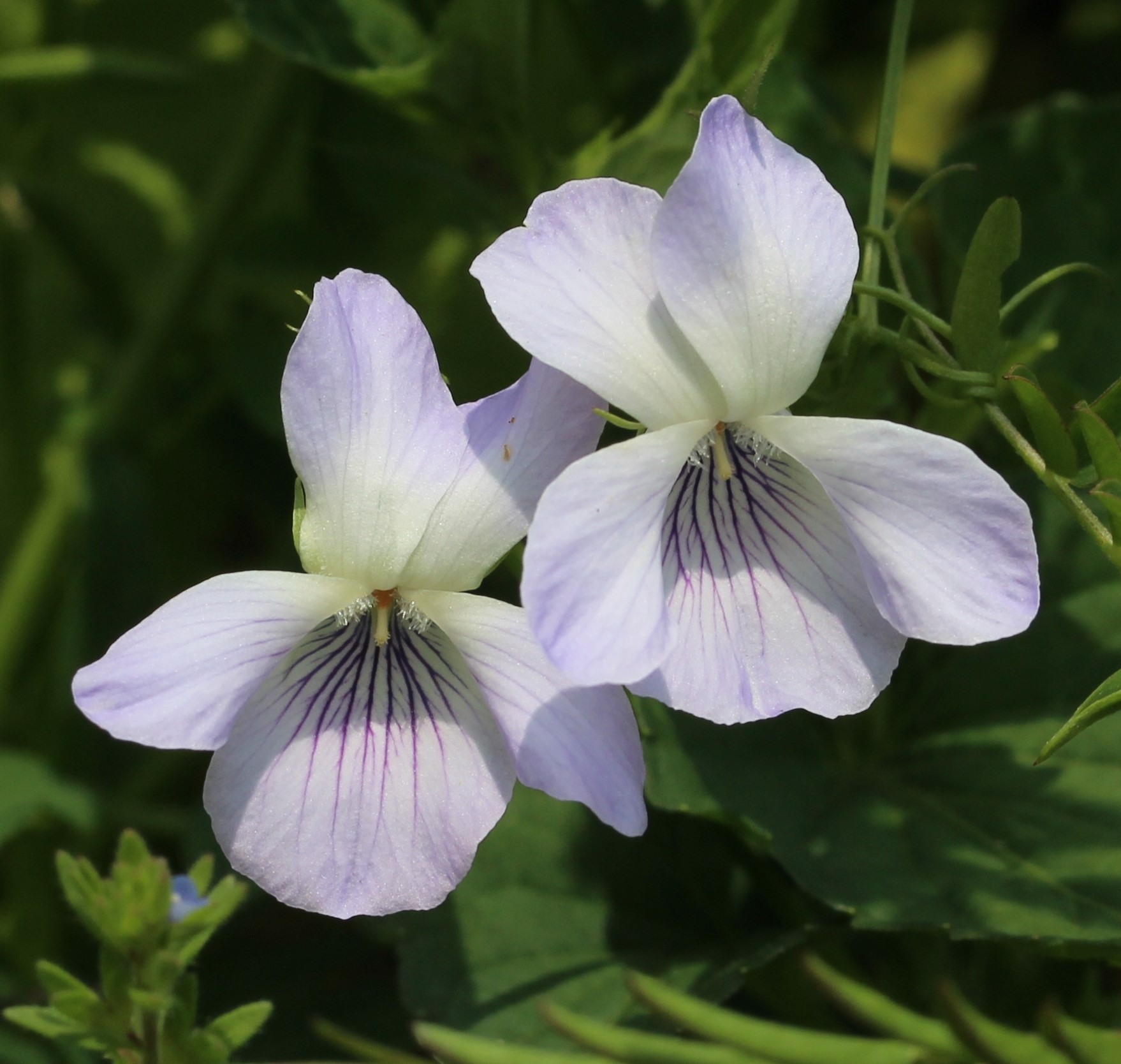
側弁の基部には毛が多い。花柱に突起毛があるのが特徴。
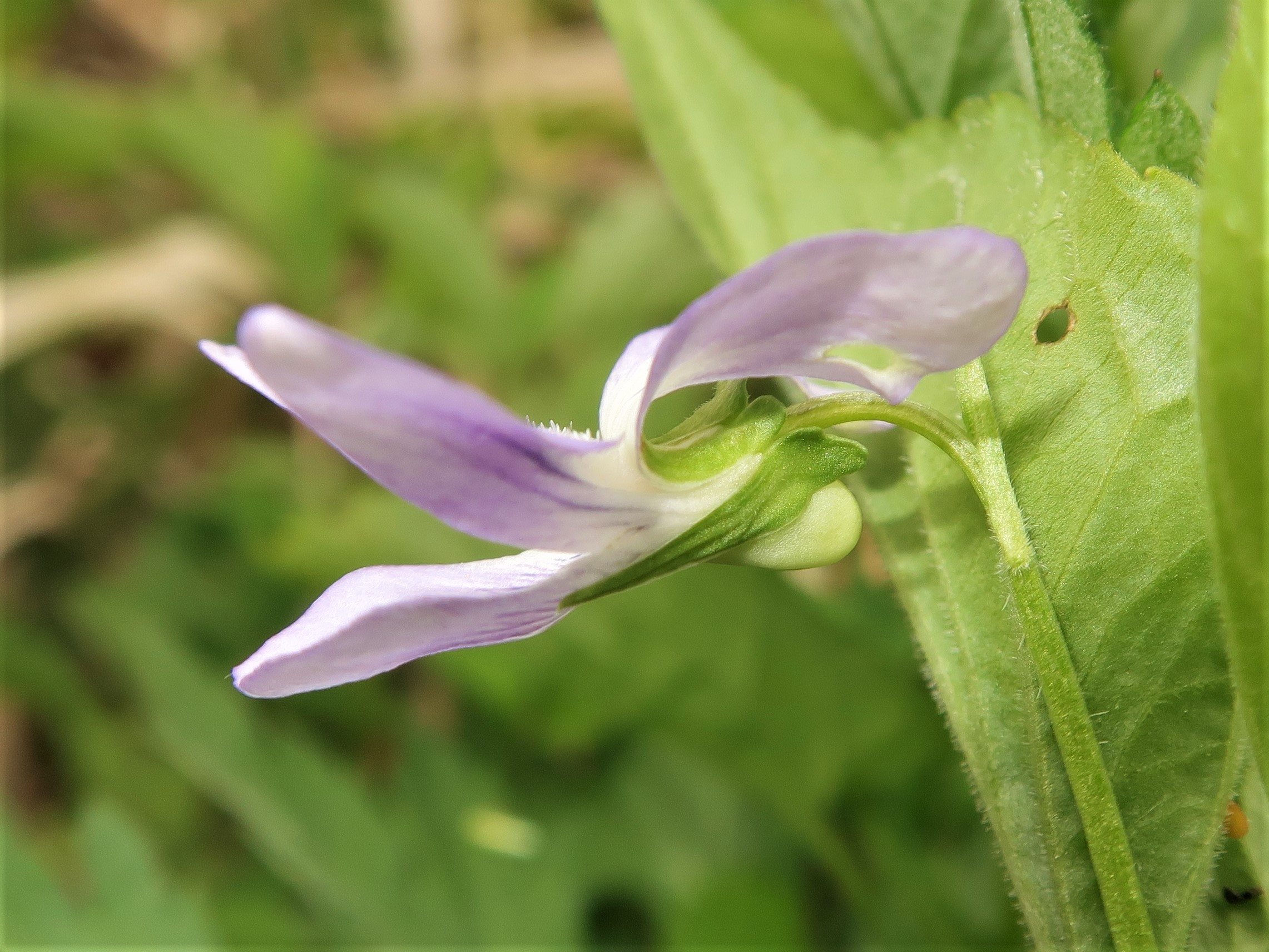
萼片は緑色で、狭披針形になり、先は鋭くとがる。距は短い。
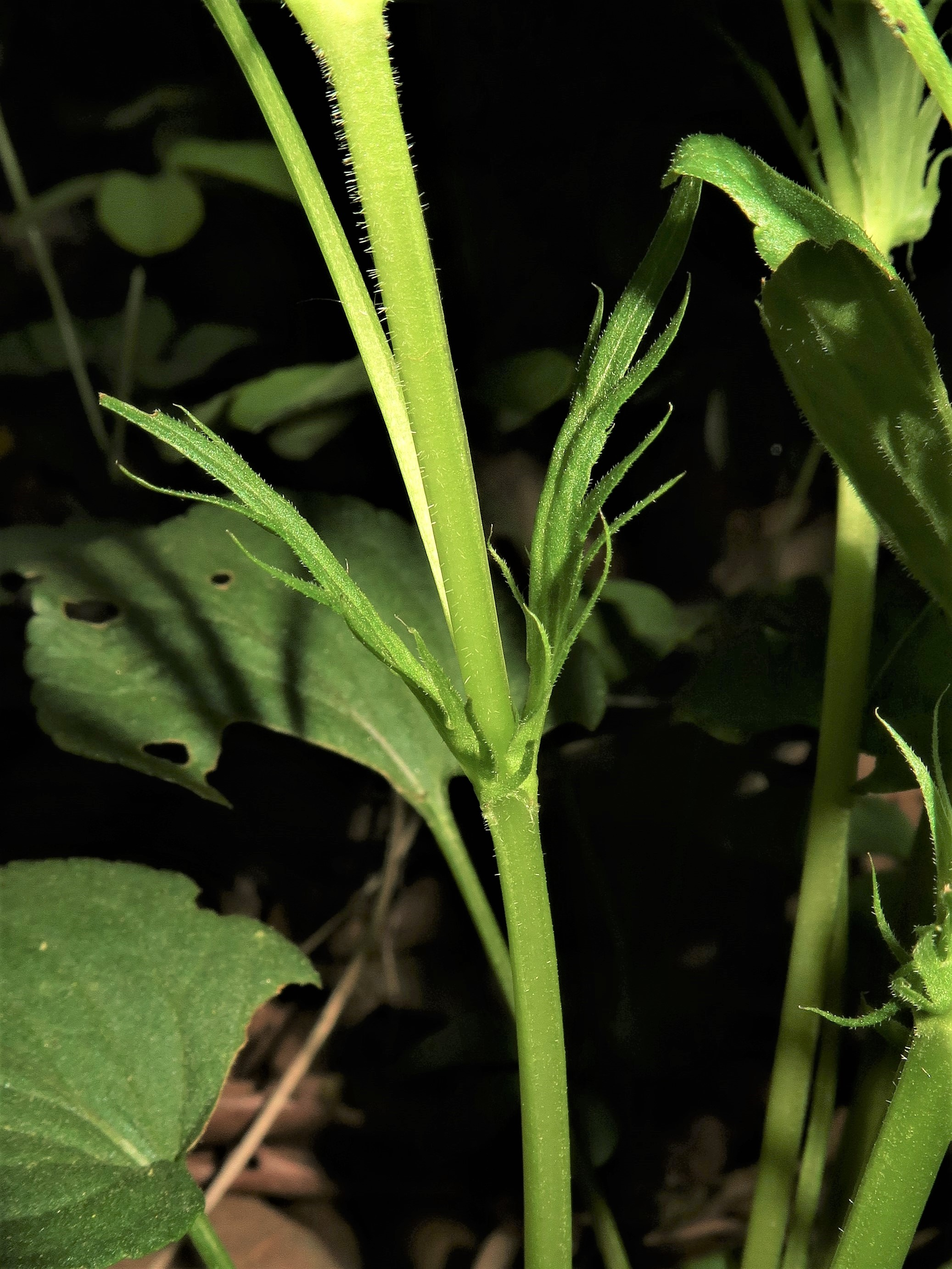
托葉は披針形から楕円形で、くしの歯状に深く切れ込む。
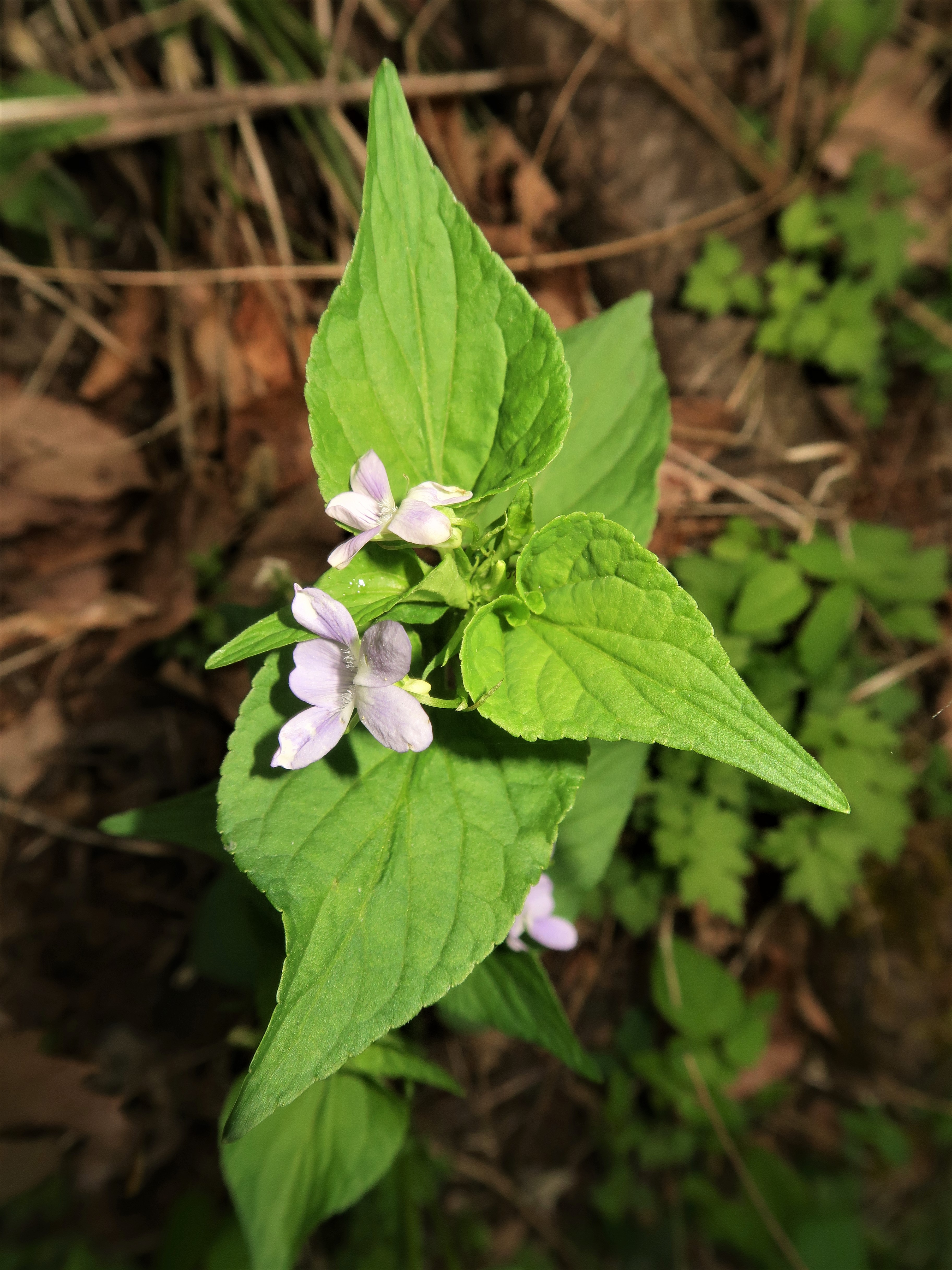
葉身は心形で、縁には波状の鋸歯がある。